# 파르가우야시

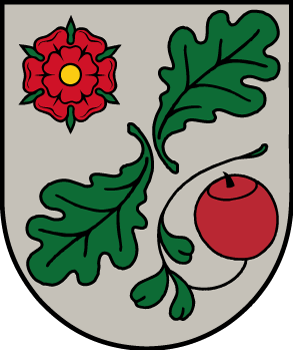
시 문장

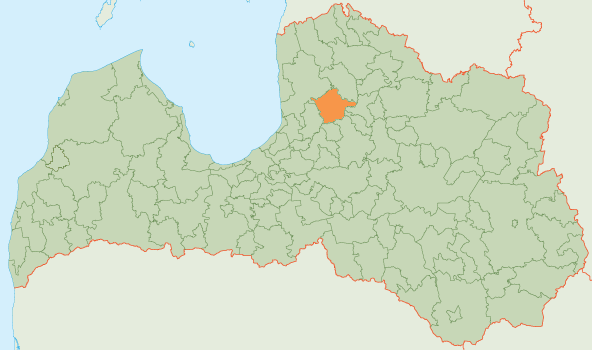
파르가우야 시의 위치

파르가우야시(라트비아어: Pārgaujas novads)는 라트비아의 지방 자치체로 행정 중심지는 스탈베이며 면적은 487.5km2, 인구는 4,502명(2009년 기준), 인구 밀도는 9.2명/km2이다. 3개 교구를 관할한다.

## 같이 보기
- 라트비아의 행정 구역